# Madeleine Berthod
Madeleine Berthod (* 1. Februar 1931 in Château-d’Oex; verheiratete Madeleine Chamot-Berthod) ist eine ehemalige Schweizer Skirennfahrerin.

## Werdegang
Madeleine Berthod wuchs auf einem Bauernhof auf. Sie gewann zuerst Wettbewerbe unter Freunden. Dadurch wurde der lokale Skiclub auf sie aufmerksam und meldete sie, als sie 14 oder 15 Jahre alt war, für die Westschweizer und dann für die Schweizer Meisterschaften an, wo sie auf Anhieb unter die ersten fünf kam. Sie begann danach ihre Skirennfahrkarriere und trainierte mit der Schweizer Nationalmannschaft.
Bei den Weltmeisterschaften 1954 in Åre gewann sie die Silbermedaille im Riesenslalom und erreichte einen 5. Rang in der Abfahrt und einen 16. Rang im Slalom, was den Gewinn der Silbermedaille in der Kombination bedeutete.
Sie nahm an drei Olympischen Spielen teil. 1952 in Oslo belegte sie sowohl in der Abfahrt als auch im Slalom den sechsten Platz. Vier Jahre später, 1956 in Cortina d’Ampezzo, gewann sie Gold in der Abfahrt; dieses Rennen zählte auch als Weltmeisterschaftslauf. Im Riesenslalom hatte sie zuvor den fünften Rang belegt. Sie war eines der ersten Tore falsch angefahren, weshalb sie hatte zurücksteigen müssen und den sicheren Sieg damit vergeben hatte. In der Kombination, für die es keine Olympiamedaillen gab, wurde sie damit ebenfalls Weltmeisterin. 1960 in Squaw Valley erreichte sie den 9. Platz im Riesenslalom und den 28. im Slalom und zog sich dann zurück.
Im selben Zeitraum feierte sie bei den SDS-Rennen in Grindelwald acht Siege. Bei ihrer ersten Teilnahme gewann sie am 11. Januar 1952 überraschend den Slalom und wurde im Riesenslalom vom 13. Januar 1952 Vierte. In der Abfahrt vom 10. Januar 1953 wurde sie Dritte sowie Vierte im Slalom vom 11. Januar 1953, womit sie in der Kombination den 2. Rang belegte. Sie gewann die Abfahrt am 10. Januar 1954 und wurde in der Kombination Zweite, dies dank einem 5. Rang im Slalom vom 8. Januar 1954 trotz einem Sturz im 1. Lauf. Auch im Riesenslalom vom 7. Januar 1954 belegte sie den 2. Platz.
Am 6./7. Januar 1955 wurde sie sowohl im Riesenslalom Zweite – nachdem sie bereits als Siegerin ausgerufen worden war, nach einer Korrektur wegen Startdifferenzen der elektrischen Zeitmessung aber der Österreicherin Lotte Blattl den Vortritt lassen musste – als auch im Slalom. Sie gewann schliesslich die Abfahrt am 9. Januar 1955 und damit auch die Kombination. Am 5. Januar 1956 wurde sie Riesenslalom-Dritte und gewann am 8. Januar 1956 Abfahrt und Kombination. Im Slalom am 6. Januar 1956 war sie Vierte geworden.
1957 und 1958 nahm sie nicht teil. Am 8./9. Januar 1959 wurde sie als Sechste des Slaloms und Vierte der Abfahrt Kombinations-Dritte. Am 6. Januar 1960 – nun unter dem Namen Chamot-Berthod – wurde sie Slalom-Dritte, gewann den Riesenslalom am 7. Januar 1960 und wurde Abfahrts-Dritte am 8. Januar 1960, womit sie die Kombination und den «Grossen Bambi» für den dreimaligen Sieg in der Kombination gewann, die höchste bei den SDS-Rennen vergebene Auszeichnung.
Am 27. März 1955 siegte sie in der Abfahrt und dank einem 2. Rang im Slalom vom 28. März 1955 auch in der Kombination des Harriman Cup. Beim Kandahar-Rennen in Sestriere wurde sie Abfahrts-Zweite und Siegerin in Slalom und Kombination (9./10. März 1956). Beim «Gornergrat-Derby» in Zermatt wurde sie jeweils Zweite in Abfahrt, Slalom und Kombination (16./17. März 1956) und zudem noch Dritte in der «Gornergratabfahrt» am 18. März 1956. Einen zweiten Platz erreichte sie ebenfalls beim Slalom in Crans-Montana am 16. Februar 1958. Beim Kandahar-Rennen in Garmisch-Partenkirchen wurde sie am 6. Februar 1959 Abfahrtszweite, es folgte Rang 3 in der Abfahrt in Chamonix am 20. Februar 1959.

## Erfolge

### Olympische Winterspiele
- Oslo 1952: 6. Abfahrt, 6. Slalom, DSQ Riesenslalom
- Cortina d’Ampezzo 1956: 1. Abfahrt, 4. Riesenslalom, 17. Slalom
- Squaw Valley 1960: 9. Riesenslalom, 28. Slalom

### Weltmeisterschaften
- Åre 1954: 2. Riesenslalom, 2. Kombination, 5. Abfahrt, 16. Slalom
- Cortina d’Ampezzo 1956: 1. Kombination

Bis 1984 zählten die Olympischen Winterspiele ebenfalls als Alpine Skiweltmeisterschaften.

## Ehrungen
- 1956 Sportlerin des Jahres
- 2011 «Mérite cantonal vaudois» des Waadtländer Staatsrats für ihre grossen sportlichen Leistungen